# Monsaraz
Monsaraz ist eine Gemeinde (Freguesia) im Landkreis Reguengos de Monsaraz im Alentejo in Portugal, mit einer Fläche von 88,3 km² und 658 Einwohnern (19. April 2021). Die Bevölkerungsdichte beträgt 7,5 Einwohner pro km². Seit 1838 gehört Monsaraz zum Landkreis des gleichnamigen, 15 km entfernten Ortes Reguengos de Monsaraz.

## Geschichte
Die Besiedelung dieses Gebietes an der spanischen Grenze geht auf die Bronzezeit zurück. Dies bezeugen megalithische Monumente in der Umgebung (Cromlech von Xerez, Menhir da Bulhoa, Menhir do Outeiro, Menhir von Santa Margarida). Auch zu Zeiten der Römer und unter den Mauren gab es auf dem Hügel Siedlungen.
Der Ort Monsaraz wurde im Jahre 1167 von der maurischen Besetzung zurückerobert, durch die Armee um den Anführer Geraldo sem Pavor. Zum Ort wurde Monsaraz im Jahre 1276 durch König Afonso III. ernannt. Monsaraz ist einer der besterhaltenen historischen Orte des Alentejo und eine alte Templerdomäne. Nach der Auflösung des Templerordens 1312 planten König Dinis und der Templer João Lourenço aus Monsaraz die Überführung des Templerordens in den Christusorden. João Lourenço wurde auch dessen erster Großmeister.  Unter dem neuen Namen Christusritter wandelte sich die Vereinigung zur staatstragenden Elitegruppe Portugals.
Der Ort hat noch heute eine durchlaufende geschlossene Stadtmauer und viele erhalten historische Gebäude. Monsaraz ist als Gemeinde auch für die Dörfer Matriz de Santa Maria da Lagoa, Santiago und São Bartolomeu zuständig. Bis zur Fertigstellung des Stausees Alqueva lag der Ort oberhalb des Flusses Guardiana an der spanischen Grenze.

## Historische Bauwerke

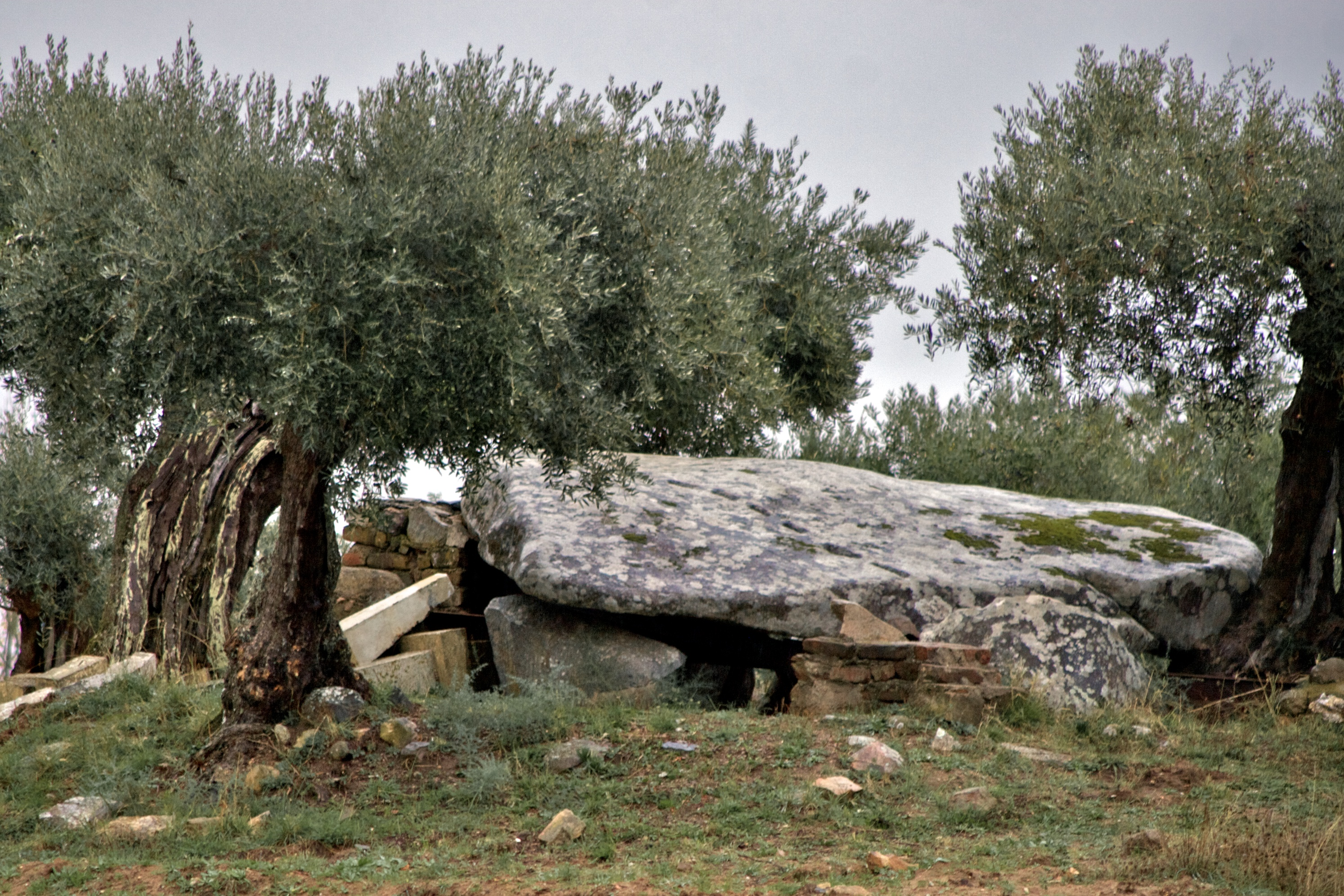
Anta do Olival da Pega

- Antas von Poço da Gateira, bedeutende Megalithanlagen
- Castelo de Monsaraz (Burg)
- Geschlossene Stadtmauer um den Ort Vila de Monsaraz
- Hauptkirche von Santa Maria da Lagoa
- Hauptplatz Pelourinho de Monsaraz
- Historische Gebäude Atalaia de São Gens und Torre de São Gens do Xarez
- Kapelle von São Bento
- Kirche Ermida de Santa Catarina de Monsaraz
- Megalíth-Monumente Antas von Olival da Pêga
- Megalithische Steinformation von Herdade do Xerez oder auch Cromeleque do Xarez
- Menhir da Bulhoa
- Menhir do Outeiro

## Bilder

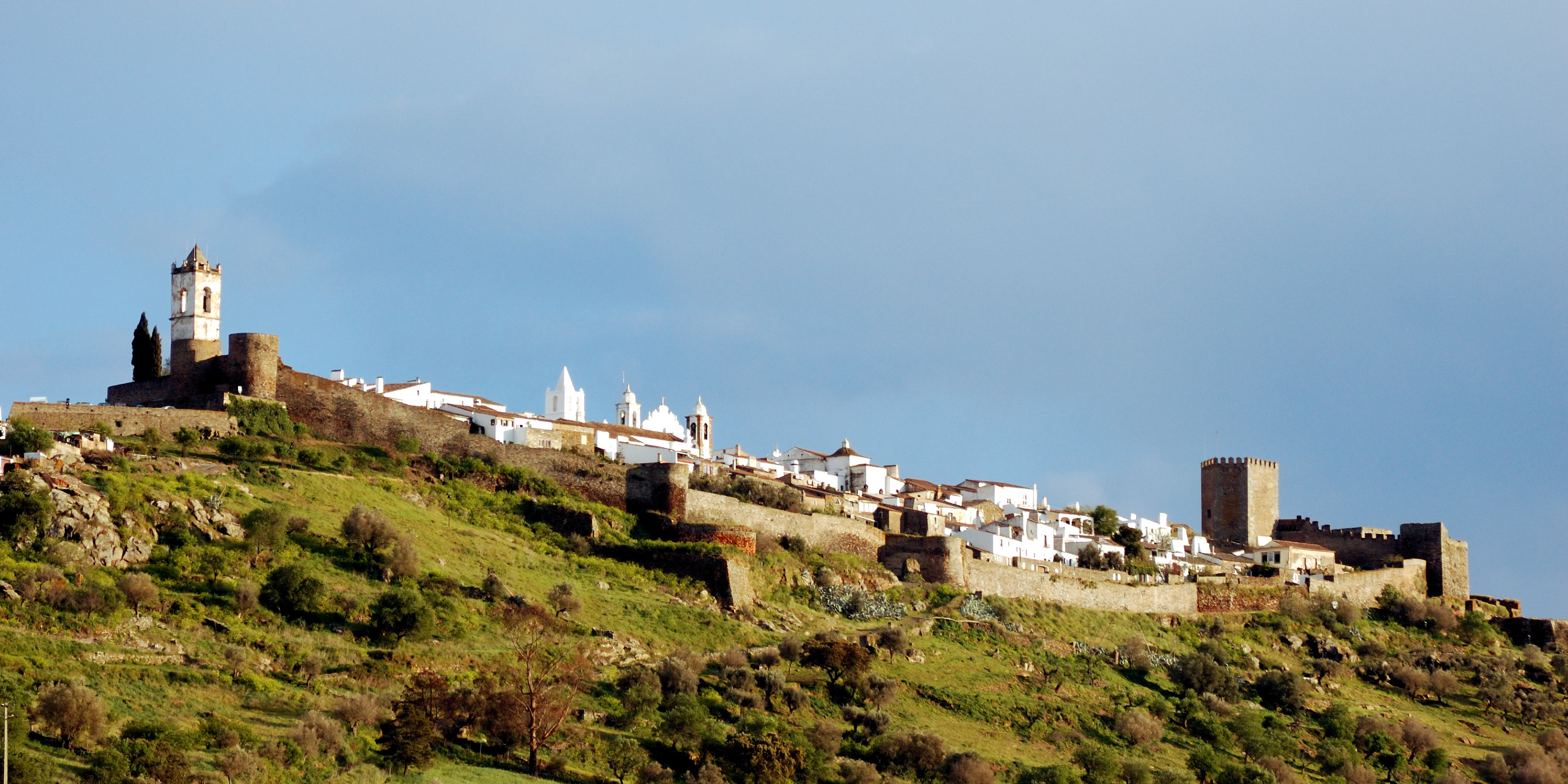
Blick auf Monsaraz
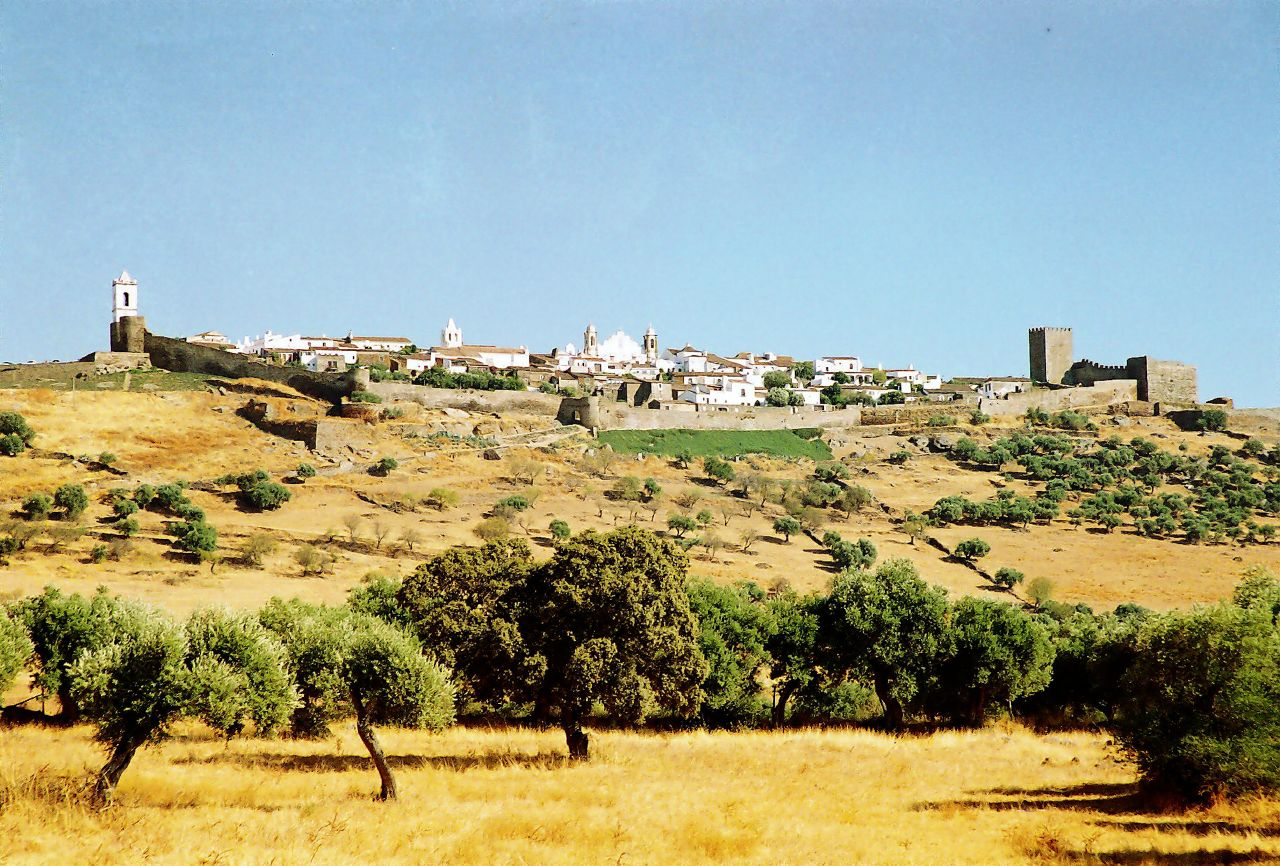
Blick auf Monsaraz auf dem Hügel
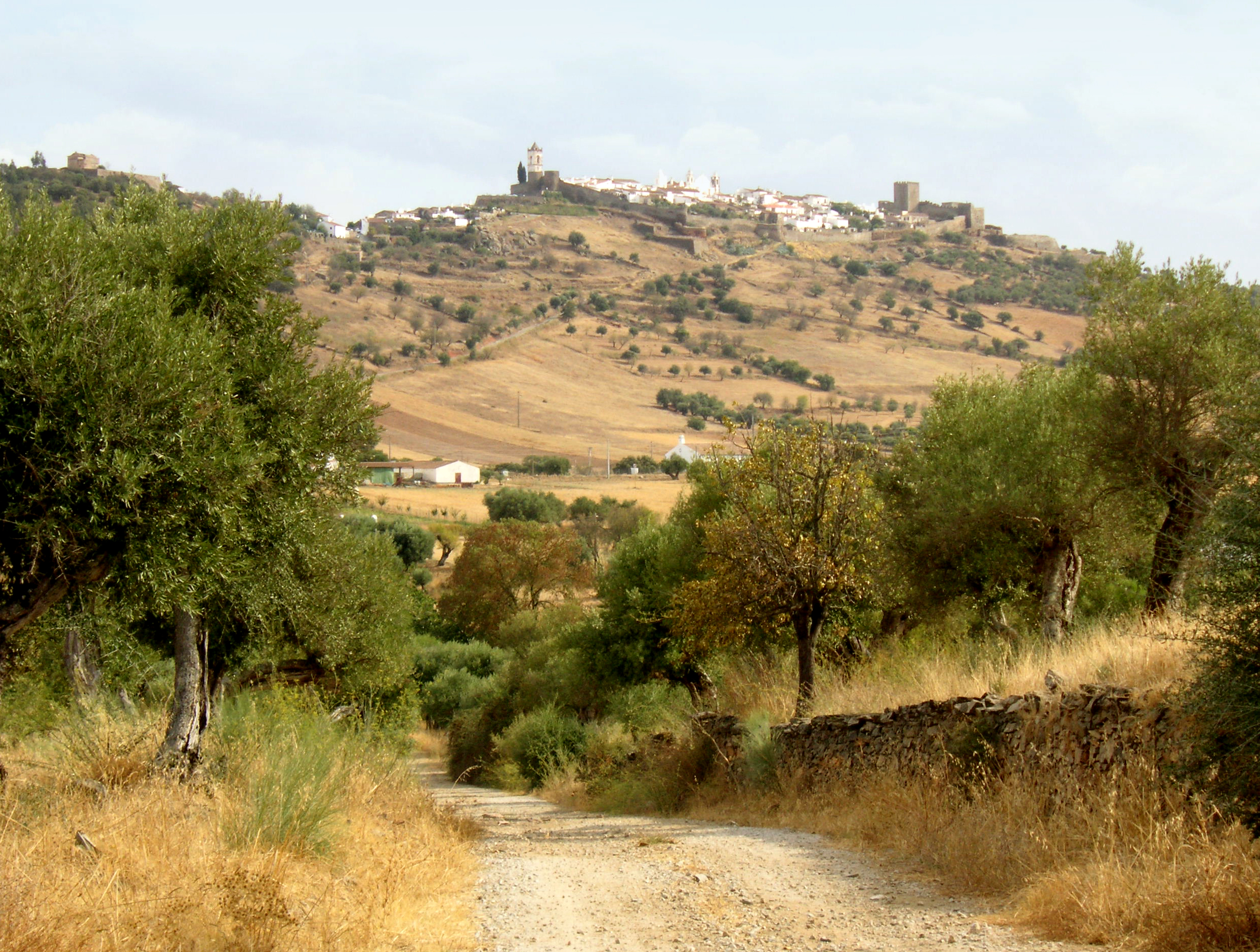
Blick auf Monsaraz
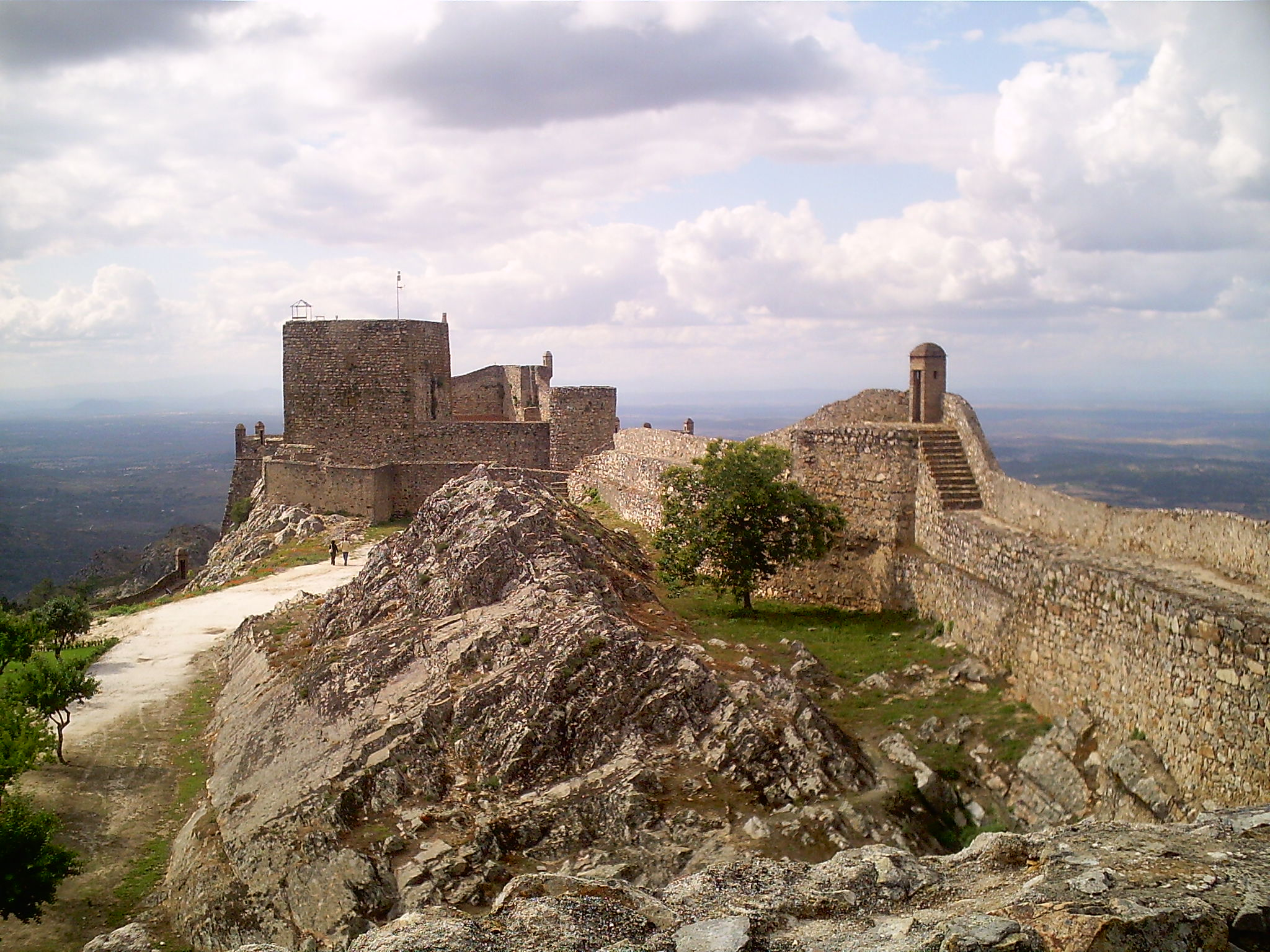
Monsaraz
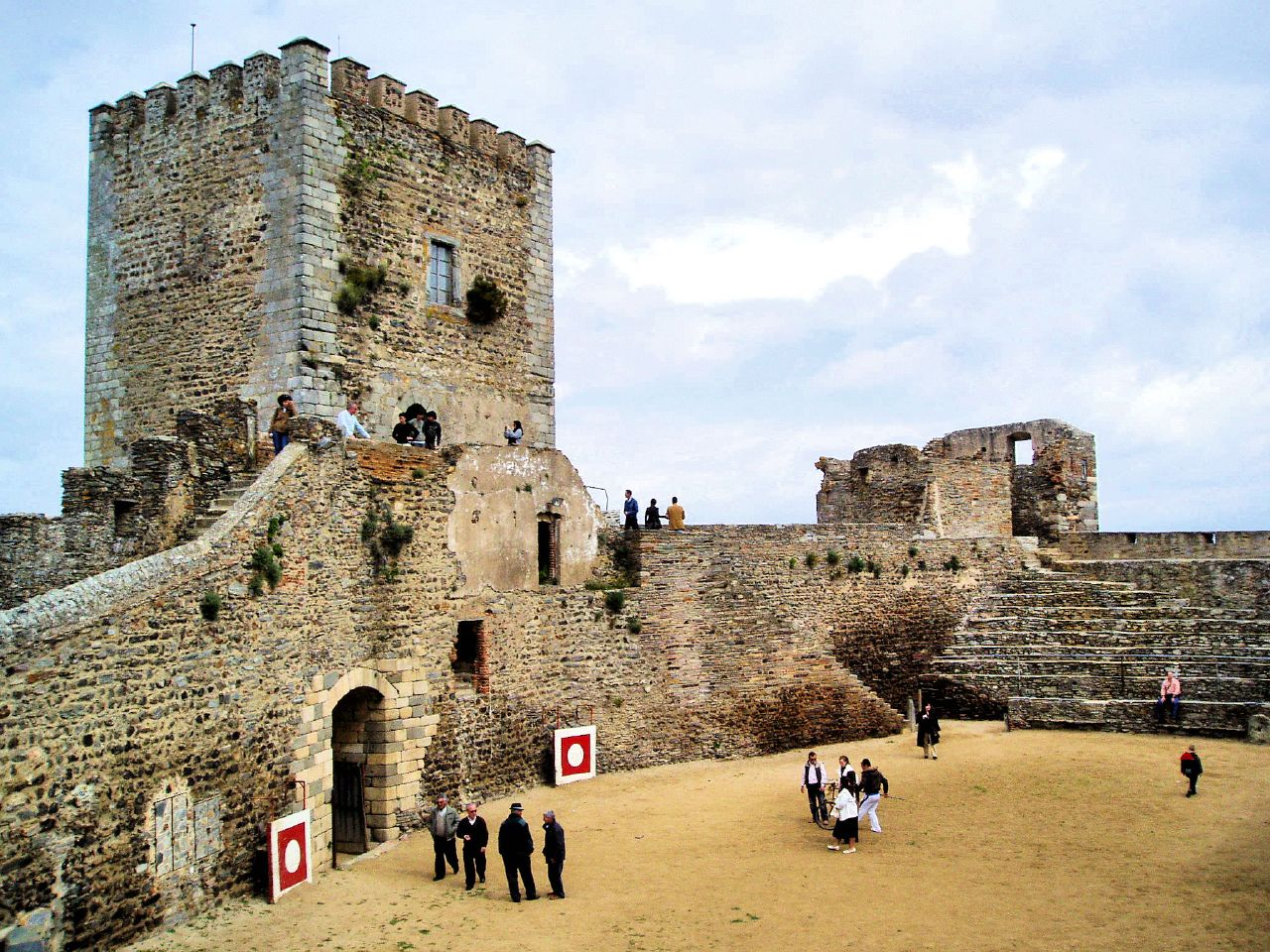
Castelo de Monsaraz
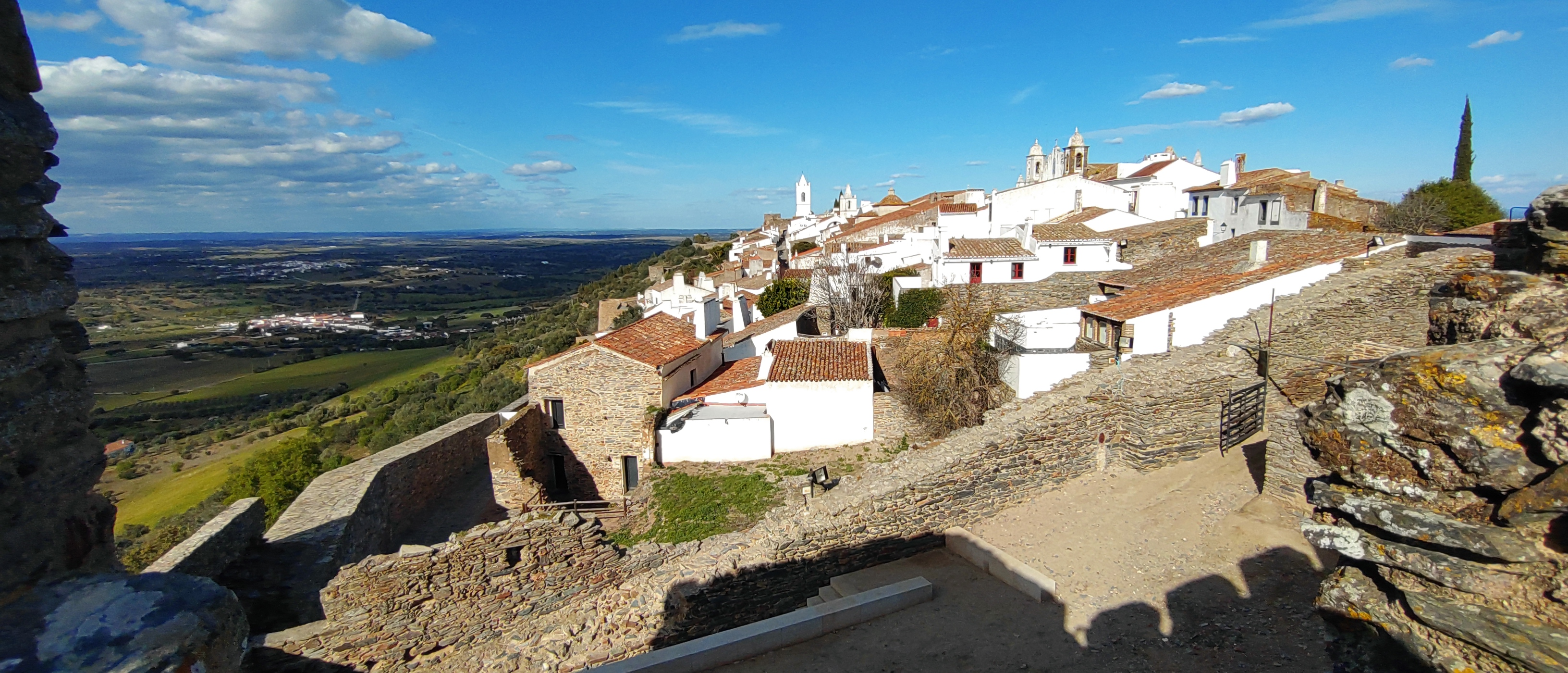
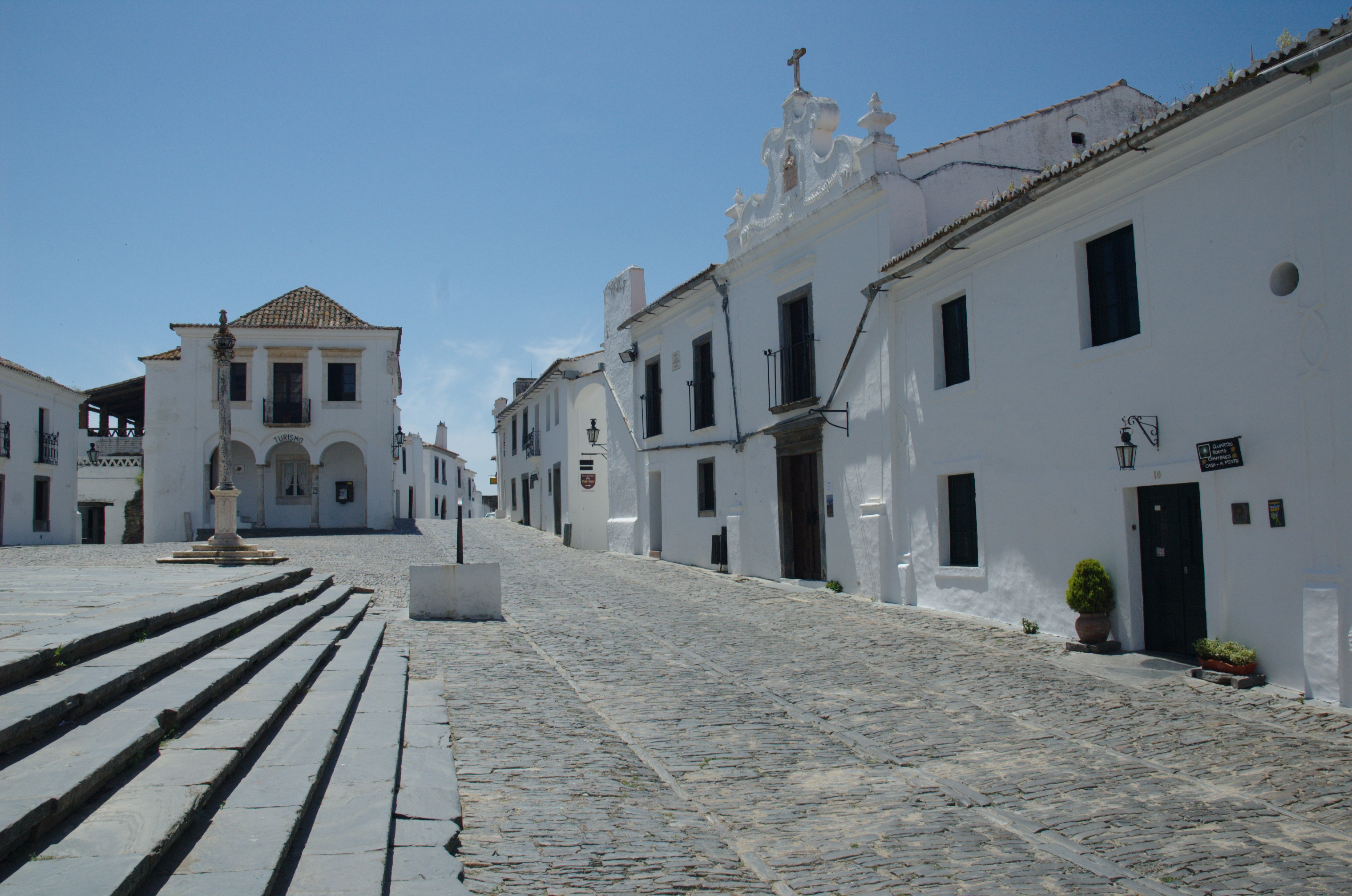
Monsaraz
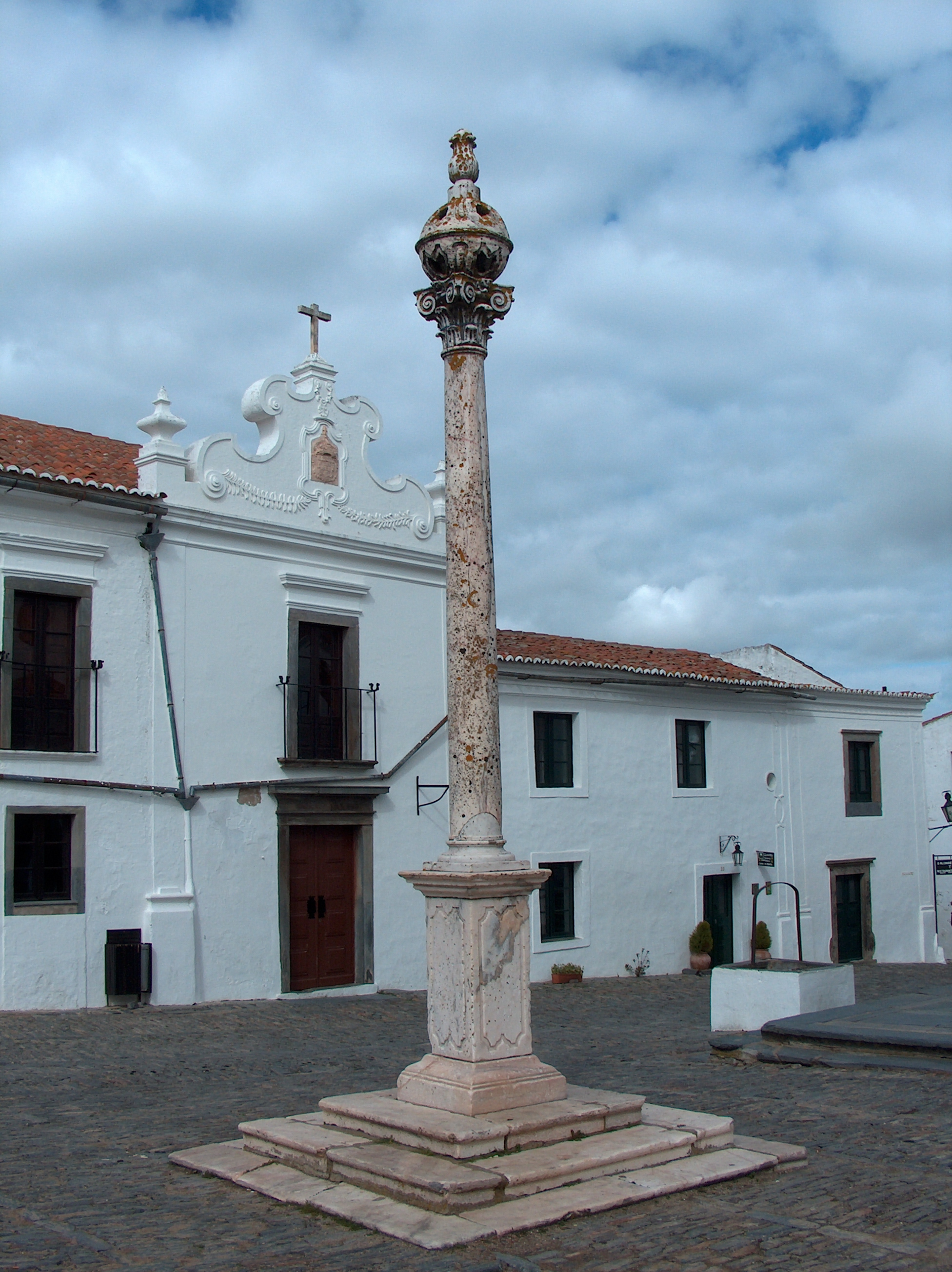
Monsaraz - Pelourinho
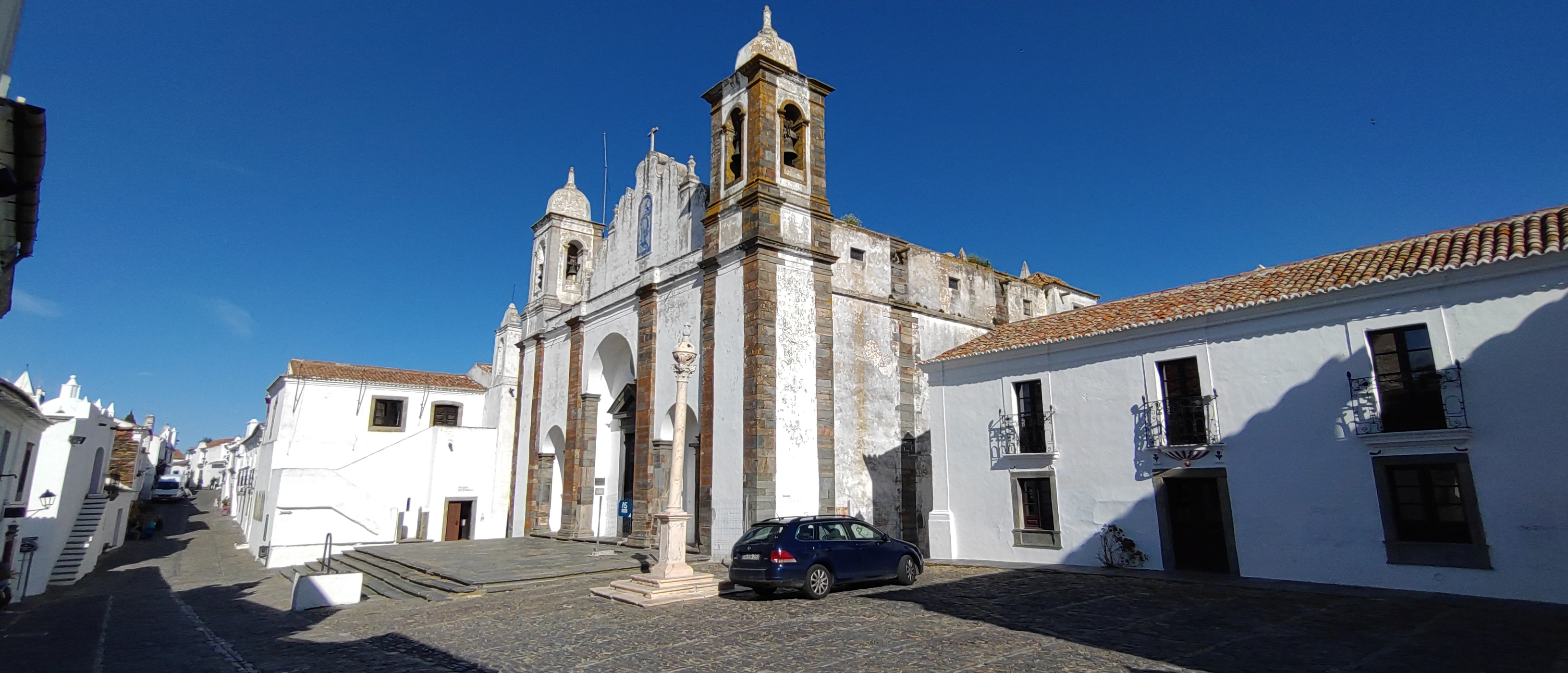
Kirche in Monsaraz
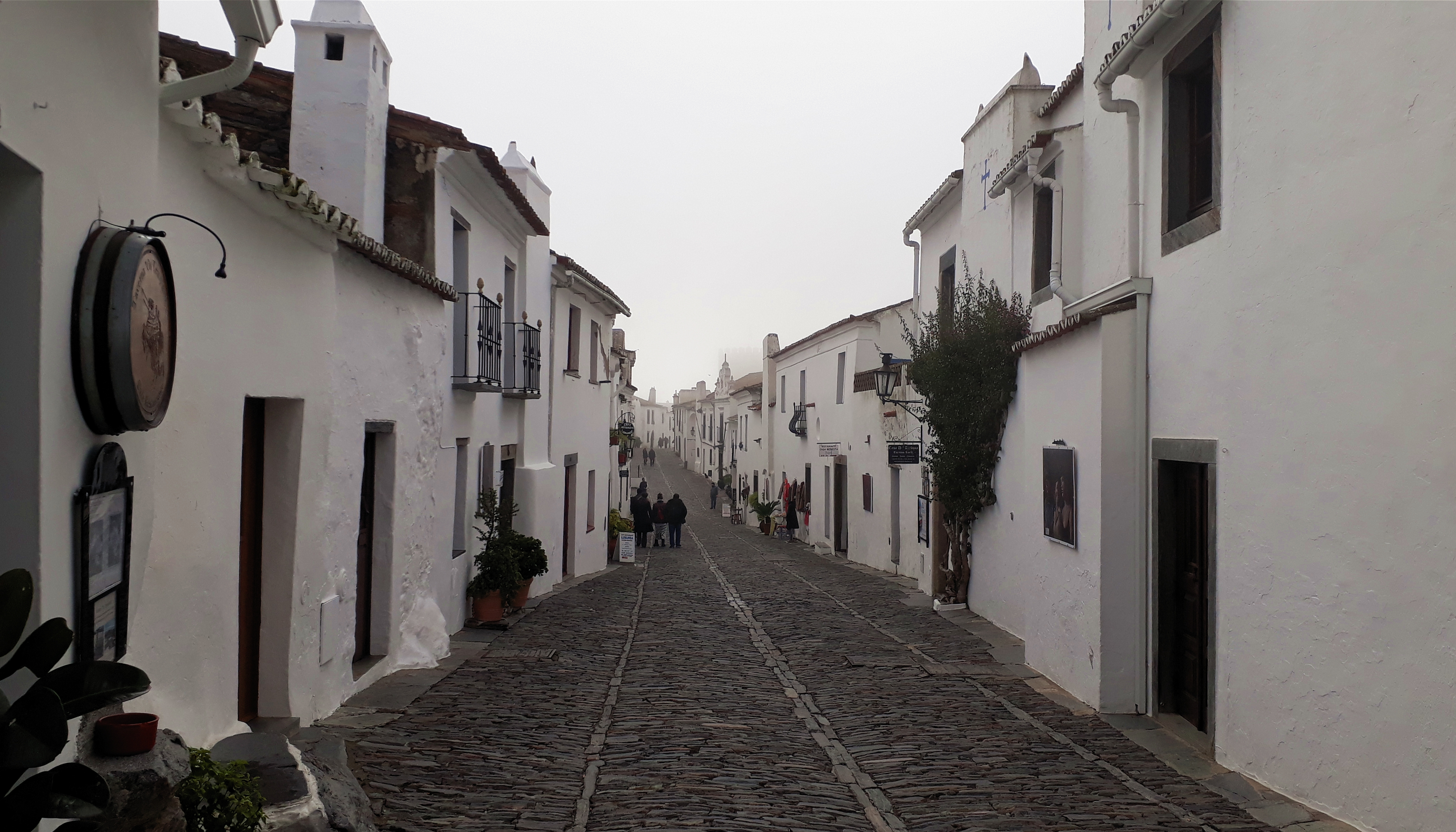
Straßenszene in Monsaraz
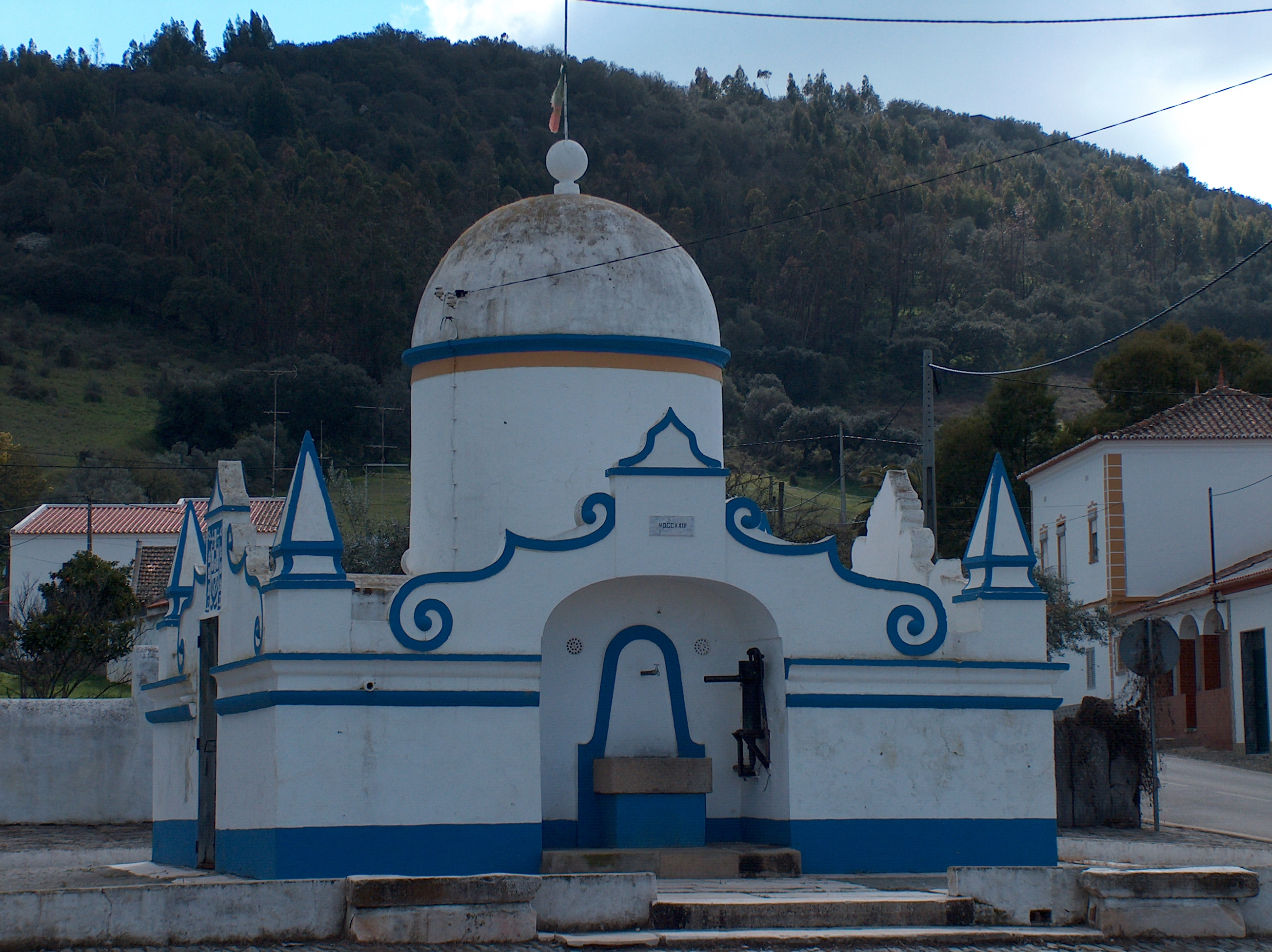
Quellhaus
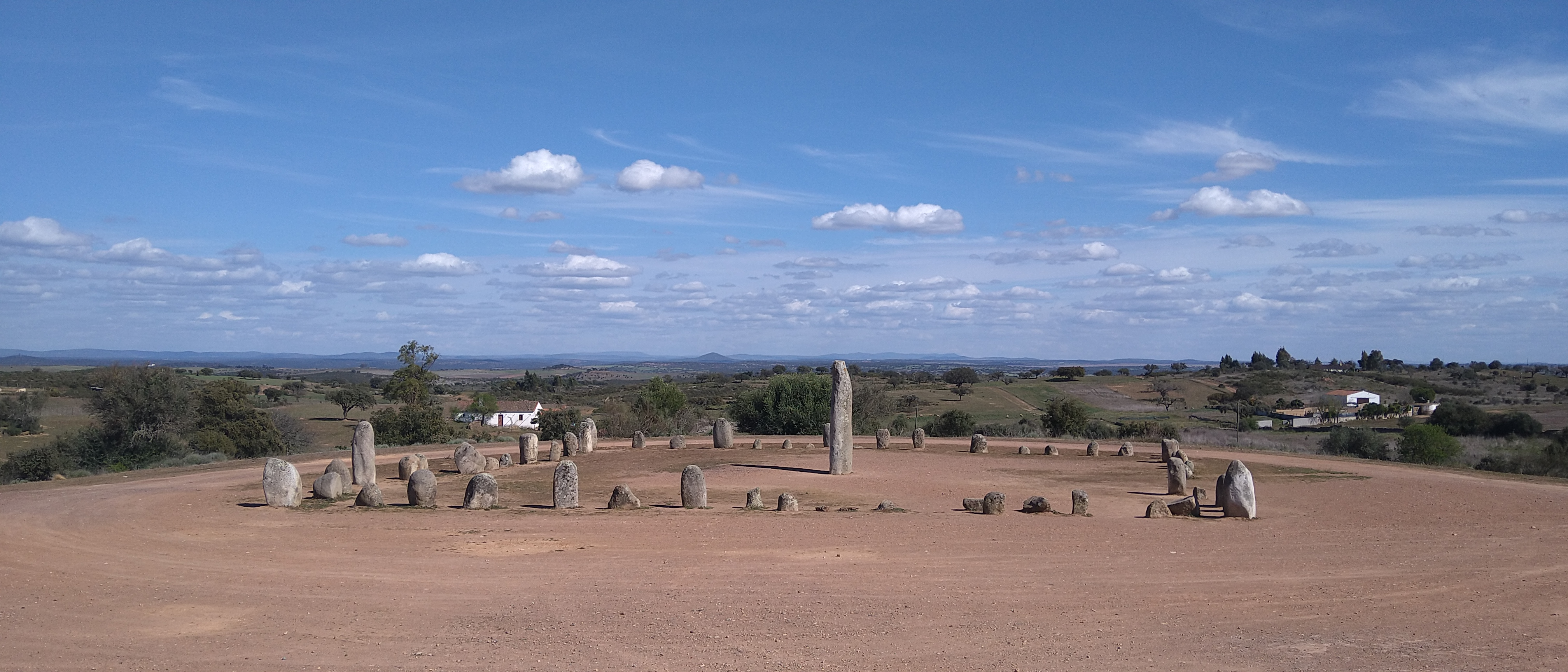
Cromlech von Xerez
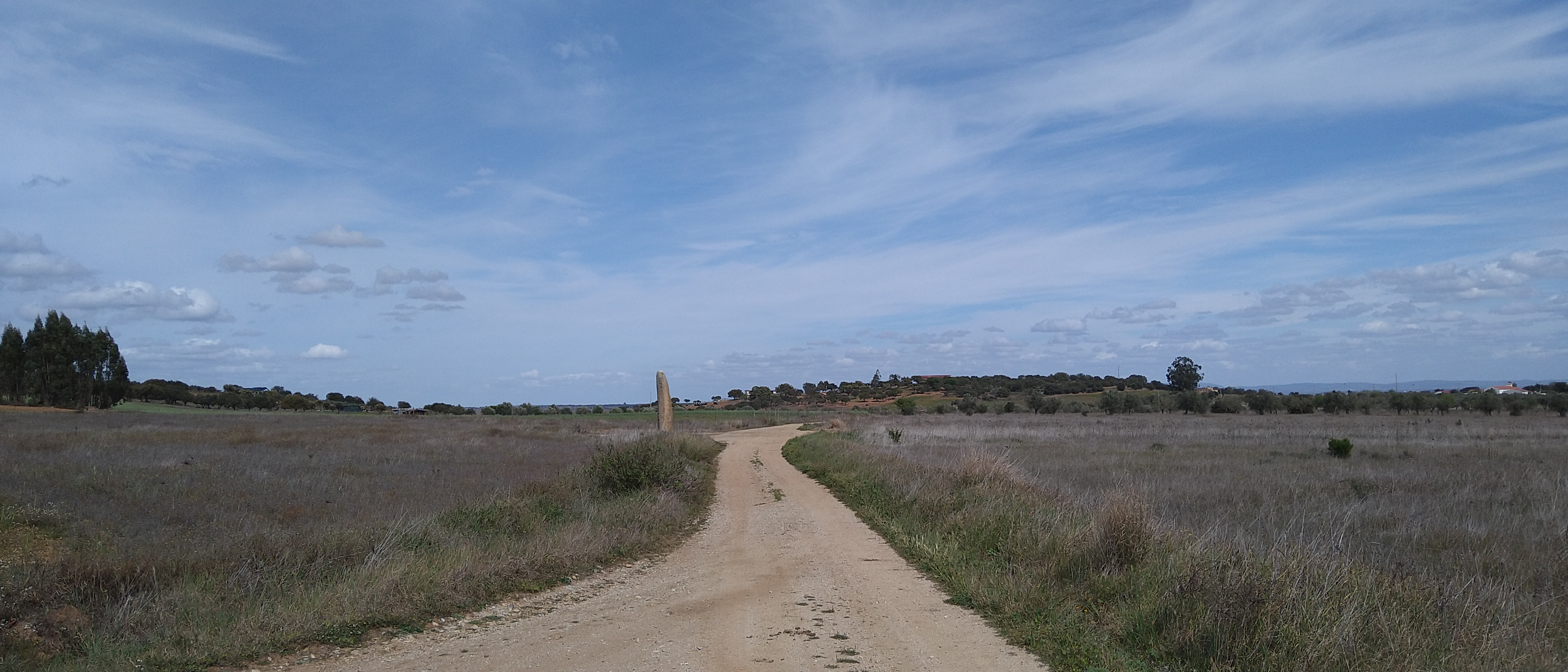
Menhir do Outeiro
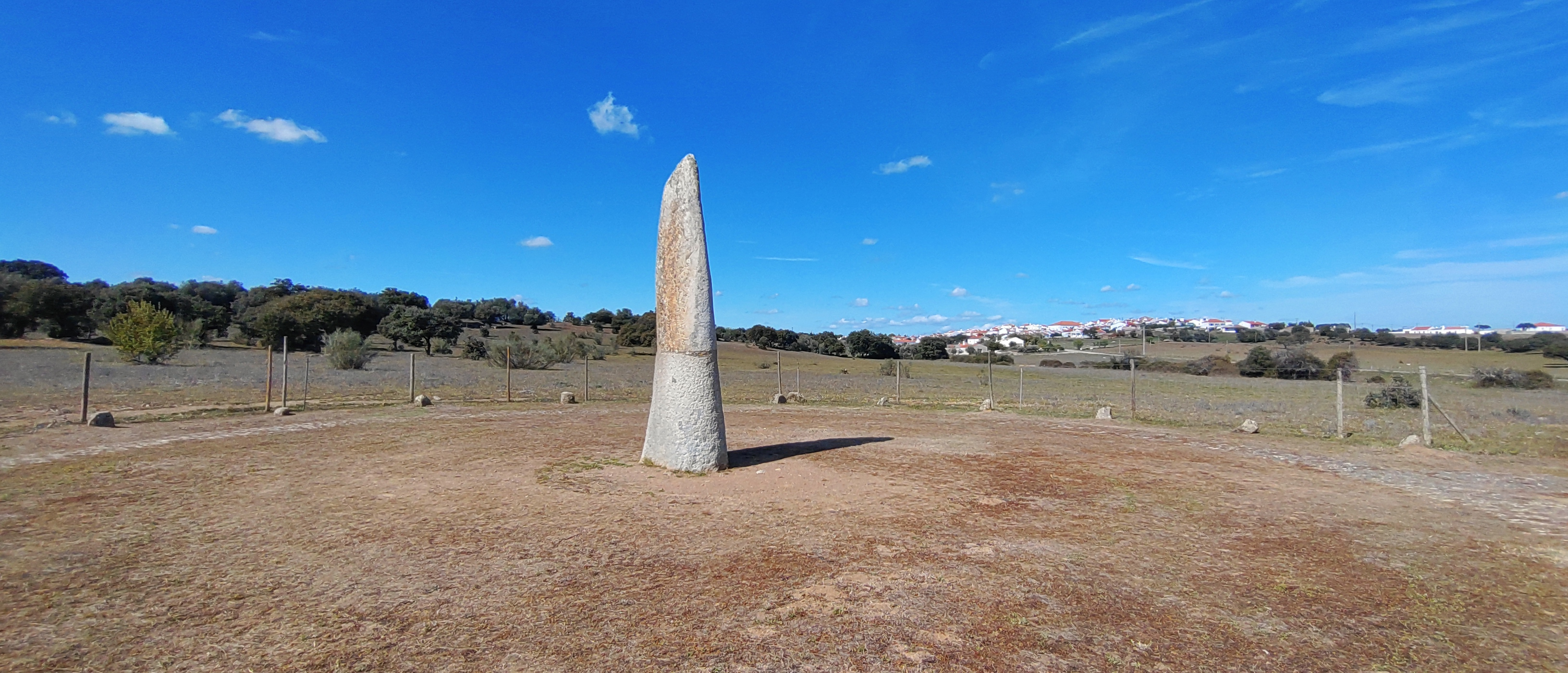
Menhir da Bulhoa
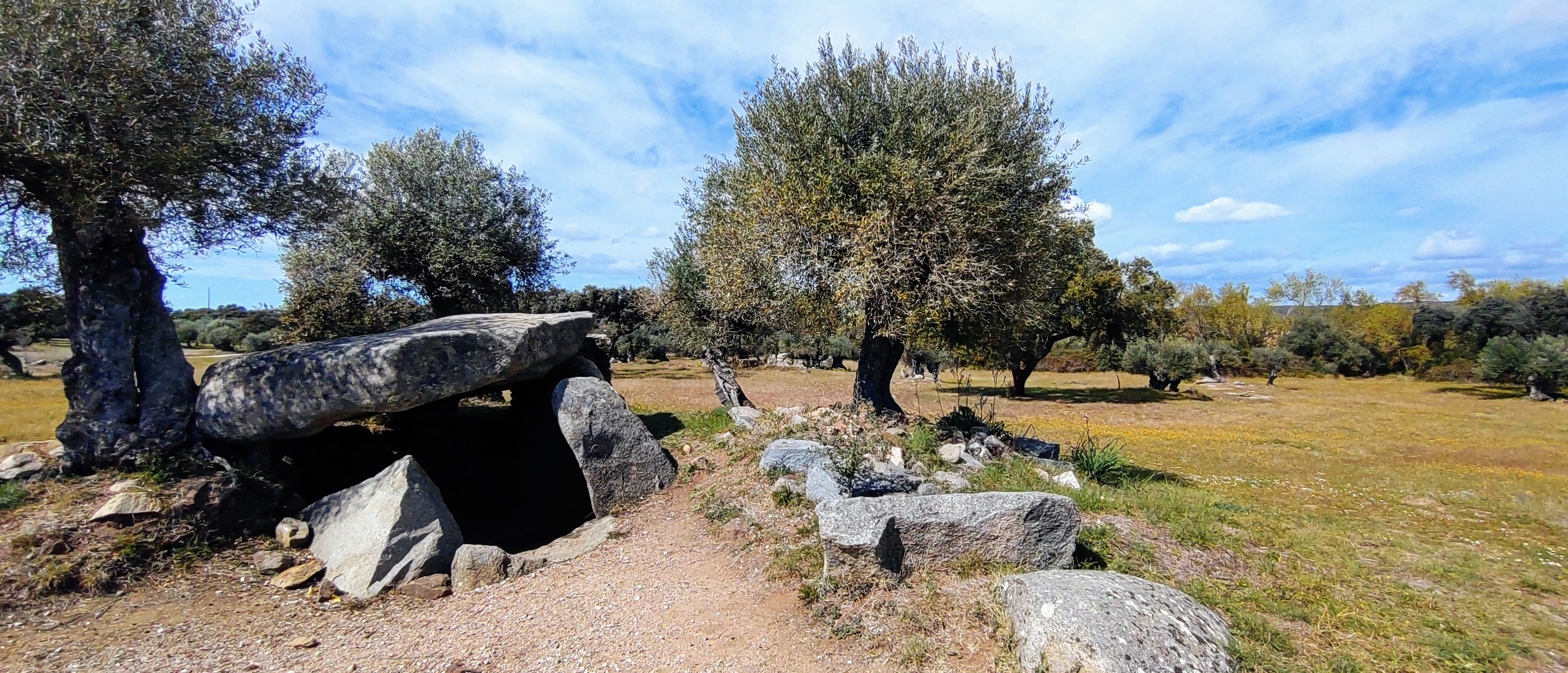
Anta 2 von Olival da Péga
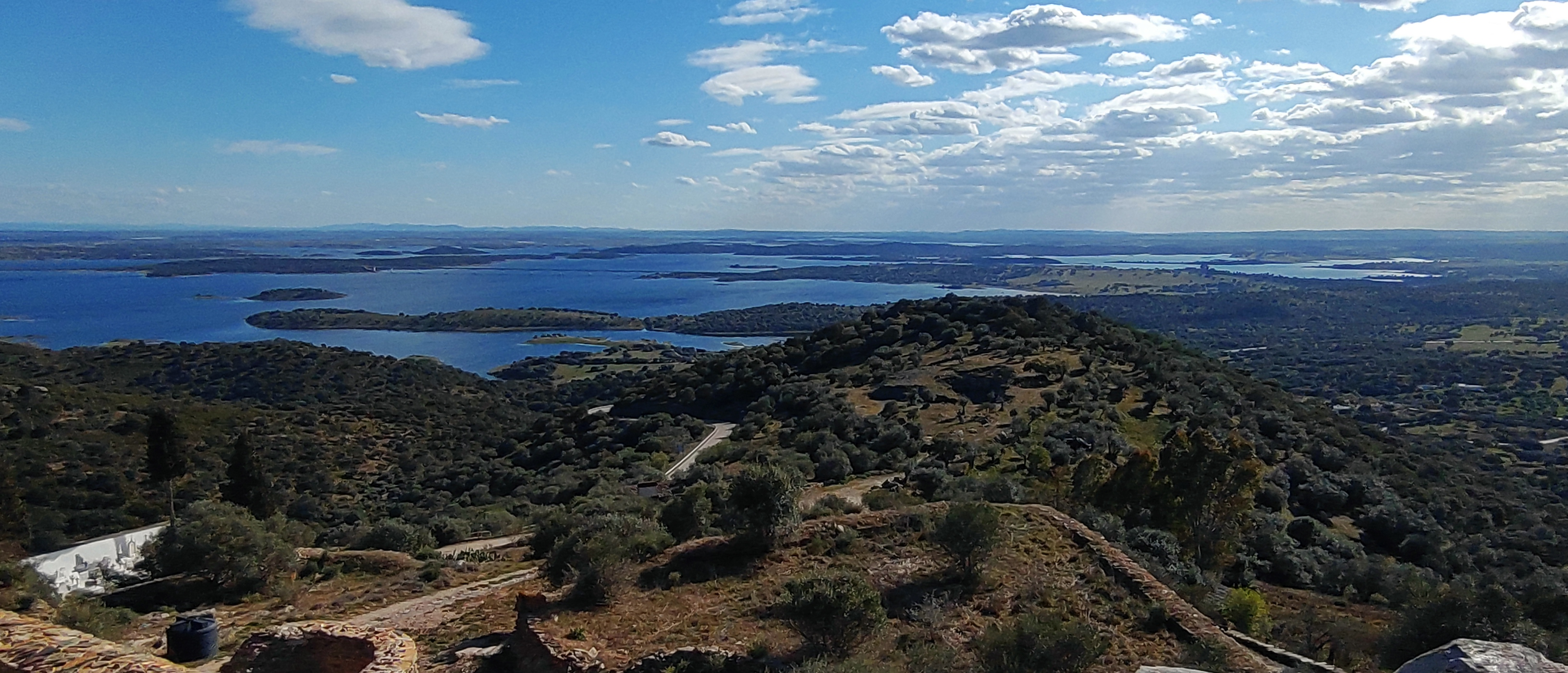
Blick von Monsaraz auf den Alqueva-Stausee